# Романский меч
Рома́нский меч — тип европейского меча периода Высокого и, частично, позднего Средневековья (или, если точнее, примерно с 1000 по 1350 год), использовавшийся в Западной Европе практически исключительно сословием рыцарей, а на Руси — в княжеском войске. Другое их название — капетингские, вероятно, по аналогии с каролингскими. Вместе с мечами XIV—XV веков в наше время иногда объединяются термином «рыцарский меч», (knightly sword), или arming sword — букв. «меч для вооружения», то есть, ношения в качестве вспомогательного оружия.
Все приведённые названия (кроме в какой-то степени arming sword, использовавшегося начиная с позднего средневековья, хотя и в несколько ином значении) являются ретронимами, введёнными оружиеведами, коллекционерами оружия и реконструкторами. Во времена, когда такое оружие находилось в активном использовании, оно именовалось просто «мечом».
В качестве оружия «романские» мечи играли во многом вспомогательную роль, но были важным отличительным признаком статуса — только дворянин имел право носить меч на поясе, и препоясывание мечом являлось частью ритуала возведения в рыцарское достоинство. Владение же и ношение мечей простолюдинами законодательно запрещалось. Современными исследователями выделены различные типы таких мечей, являвшиеся, как правило, общими для всей Европы. Для романских мечей характерен сдержанный внешний вид, чаще всего лишённый украшений. Их широкие клинки, иногда нёсшие на себе загадочные аббревиатуры, предназначались в основном для рубящих ударов, что было вполне достаточно в эпоху, когда защитой главным образом служил кольчужный доспех. Значительное количество образцов дошло до нашего времени, также они нередко изображались на миниатюрах, были представлены в круглой скульптуре и на барельефах, описывались в письменных источниках.

## История
Романский меч, появившийся в начале-середине XI века, является развитием меча эпохи викингов, также известного под названием «каролингский», который в свою очередь восходит к мечам эпохи великого переселения народов и мечам кельтов. Романские и каролингские мечи были во многом похожи друг на друга. Романские мечи были несколько длиннее — 90—95 см против 63—91 см, всегда имели заметное сужение кромок, которое отсутствовало у ранних каролингских мечей. Такое сужение сдвигало центр тяжести ближе к рукояти, что, с одной стороны, несколько ослабляло силу удара, но, с другой стороны, позволяло сделать этот удар более точным.
Каролингские мечи предназначались в основном для боя в пешем строю. Рука воина на их сравнительно коротких рукоятях была тесно зажата между крестовиной и массивным навершием, как правило, с прямым нижним краем. Романские же мечи символизировали собой переход к ведению боя верхом. Уменьшенное навершие имеет теперь полукруглый нижний край, крестовина во многих случаях также изогнута — на такой рукояти рука располагается гораздо свободнее. Помимо этого, с XIII века черен рукояти ещё и удлиняется с 9—10 см до 12 см и более. Удлинённая крестовина лучше защищала руку при активном ведении поединка, как от вражеских мечей, так и от удара о щит противника. Почти все перечисленные изменения конструкции эфеса таким образом способствовали проведению ударов с коня. Также отличительным признаком романских мечей служило монолитное навершие из одного куска металла (у каролингских мечей навершие, как правило, составное из двух частей).
Как и большинство одноручных мечей, романский меч использовался в паре со щитом (это не относилось к «боевым мечам»). Как раз такая тактика применения диктовала его «одноручность» и массо-габаритные характеристики. В манускрипте I.33 — старейшем из дошедших до нашего времени учебнике фехтования (датирован концом XIII — началом XIV века, при этом учителя фехтования (называемые мастерами защиты, нем. schirm maister) впервые упоминаются ещё в немецких рукописях XII века), представлена техника боя на мечах в паре с лёгким кулачным щитом — баклером. Боевая система I.33, достаточно подробно разработанная, включала в себя рубящие и колющие удары, парирование и обезоруживание противника. Для рыцарей эта система, вероятно, имела характер тренировки, так как на поле боя всё же использовались более крупные и тяжёлые щиты.
Производство мечей в Европе того времени было в значительной степени централизовано. Существовало несколько наиболее важных центров, продукция которых распространялась по всему региону. Такими центрами были известные с XII века Пассау, Кёльн, Милан, Брешиа, возможно, в их число входил и испанский Толедо. Фруассар в своих «Хрониках», написанных в XIV веке, также упоминает достойные мечи из Бордо, причём возможно, что ввиду имелся не хорошо известный город Бордо (фр. Bordeaux) в Гаскони, а Бурдо (фр. Bordeau) в Верхней Савойе — регионе, известном традициями обработки металлов со времён кельтов. Меч XI—XIII века с латинскими буквами на клинке, найденный в Мордовии, является наиболее восточной находкой романского меча, известной в настоящее время. Предположительно, это трофей, взятый мордвой у русских дружинников.
В конце XIII века развитие защитного вооружения приводит к тому, что рубящие удары становятся неэффективными. В связи с этим появляется новый тип меча, получивший у позднейших исследователей название готического. Готические мечи имели более узкие, чем у романских мечей, клинки четырёх- или шестигранного сечения, с длинным остриём. Такая конструкция обусловливалась их ориентацией больше на колющий, нежели рубящий удар. В этот же период появляется новый тип романского меча (тип XIV Оукшотта), который своим удлинённым остриём, иногда имеющим слабо выраженное четырёхгранное сечение, также демонстрировал тенденцию на переход к колющим ударам. В течение примерно 70 лет романский и готический типы меча сосуществуют, после 1350 года романские мечи повсеместно выходят из употребления.

## Классификация
Первую попытку классифицировать средневековые мечи предприняла датская исследовательница Ада Брюн Хоффмайер. В своей вышедшей в 1954 году работе «Обоюдоострый меч средних веков» (дат. Middelalderens Tvaeggede Svaerd) она выделила шесть групп романских мечей, взяв за основу конструкцию эфеса. Первые две группы являются переходными от каролингских мечей к романским, остальные четыре относятся к «истинным» романским мечам.
- Переходные формы, 1100—1250:
  - группа I. Мечи с дольчатым навершием, напоминающим навершия мечей викингов, 1100—1150.
  - группа II. Мечи с навершием в форме бразильского ореха, 1100—1250.
- «Истинные» романские мечи, 1150—1500:
  - группа IIIа. Мечи с навершием в форме плоского диска и прямой крестовиной.
  - группа IIIb. Мечи с навершием в форме плоского диска и изогнутой крестовиной.
  - группа IIIc. Мечи с навершием в форме модифицированного диска и прямой крестовиной.
  - группа IIId. Мечи с навершием в форме модифицированного диска и изогнутой крестовиной[23].

Позднее свою классификацию, получившую впоследствии широкую известность, создал Эварт Оукшотт. В отличие от типологии Брюн-Хоффмайер Оукшотт взял за основу форму клинка. Эфес он разделил на крестовину и навершие, создав для обоих этих элементов свои типологии и связал все три (вместе с типологией клинков) между собой. Это позволяет описать практически любой средневековый меч формулой вида XIV-K-2, где «XIV» — тип клинка, «К» — тип навершия, а «2» — стиль исполнения крестовины. В типологии Оукшотта все мечи разделены на две группы: первая охватывает период с 1050 по 1350 год, вторая — с 1350 по 1550. Первая группа соответствует романским мечам, но частично (в отношении некоторых ранних типов) может относиться и ко многим каролингским мечам. Всего первая группа вместе с подтипами содержит десять разновидностей мечей, от типа X до типа XIV включительно.
| Типы мечей первой группы по классификации Оукшотта | Типы мечей первой группы по классификации Оукшотта | Типы мечей первой группы по классификации Оукшотта | Типы мечей первой группы по классификации Оукшотта     | Типы мечей первой группы по классификации Оукшотта |
| Тип                                                | Описание | Длина клинка, см                                   | Период использования. Типы наверший. Стили крестовин . | Изображение                                        |
| -------------------------------------------------- | --- | -------------------------------------------------- | ------------------------------------------------------ | -------------------------------------------------- |
| X                                                  | Широкий клинок, острие слабо выражено, кончик клинка может быть даже закруглён. Дол длинный, широкий и неглубокий. Переходный тип от эпохи викингов к средневековым мечам.                          | 78-84                                              | ок.1000-1200 A, B, G, H, I, J, K, M 1, 2, 3            | Тип X                                              |
| Xa                                                 | От типа Х отличался чуть более длинным клинком и более узким долом, сужение клинка выражено явственнее.                                                                                             | 78-84                                              | ок.1000-1200 A, B, G, H, I, J, K, M 1, 2, 3            | Подтип Ха                                          |
| XI                                                 | Клинок у́же и длиннее чем у типов Х и Ха, острие обозначено более чётко. Дол узкий, занимает 4/5 длины клинка.                                                                                       | 91,5-94                                            | 1100-1175 A, B, G, H, I, J, K 1, 2, 3                  | Тип XI                                             |
| XIa                                                | Широкий, как у типа Х клинок, сочетается с узким долом типа XI. Клинки в среднем короче чем у типа XI.                                                                                              | 84-94                                              | 1100-1175 A, B, G, H, I, J, K 1, 2, 3                  | Изображение меча                                   |
| XII                                                | Клинок широкий, с равномерным сужением. Дол средней ширины занимает большую часть длины клинка. Рукоять чуть длиннее, чем у предыдущих типов. Вероятно самый распространённый тип в XIII—XIV веках. | 81-86                                              | 1170-1350 I или любой 3 или любой                      |                                                    |
| XIIa                                               | От типа XII отличается большими размерами как клинка, так и рукояти (15-25 см), вес 1,5-2,0 кг. Дол занимает две трети длины клинка. Относится к «боевым мечам».                                    | 91,5-101,5                                         | 1250-1400 J или любой 1, 2, 3 или любой                |                                                    |
| XIII                                               | Клинок широкий, со слабо выраженным схождением и коротким, иногда скруглённым остриём. Дол занимает около половины или двух третей длины клинка. Рукоять сравнительно длинная.                      | 76-78                                              | 1240-1350 D, E, I или любой 1, 2, 3, 5, 6, 7           | Изображение меча                                   |
| XIIIa                                              | Как и подтип XIIа относится к «боевым мечам» и имеет схожие массо-габаритные показатели. | 94-101,5                                           | 1240-1350 D, E, I или любой 1, 2, 3, 5, 6, 7           |                                                    |
| XIIIb                                              | Форма клинка такая же как у типа XIII, но рукоять более короткая и рассчитанная однозначно под одну руку (клинок может быть более узким чем у типа XIII).                                           | 76-78                                              | 1240-1350 D, E, I или любой 1, 2, 3, 5, 6, 7           |                                                    |
| XIV                                                | Меч довольно короткий и широкий, с явно выраженными схождением кромок и длинным остриём. Дол занимает около половины длины клинка.                                                                  | 66-84                                              | 1275-1340 K или другие дисковидные типы 6, 7           |                                                    |

В 1991 году немецкий учёный доктор Альфред Гайбиг опубликовал работу «Развитие средневекового меча» (нем. Entwicklung des Schwertes im Mittelalter), содержащую разработанную им классификацию мечей от начала эпохи викингов и до конца XIII века. Всего классификация Гайбига содержит четырнадцать типов мечей, из которых восемь (типы с 6 по 13 включительно) относятся к эпохе романского меча, хотя и не охватывают её полностью. Как и в системе Оукшотта, за основу типологии взяты клинки, но в отличие от Оукшотта Гайбиг для каждого типа определил путём обмера сохранившихся экземпляров чёткие размеры, включая: длину клинка, ширину клинка (в основании), соотношение длины клинка к длине дола, сужение клинка пропорционально к ширине в основании, длину и ширину дола, сужение дола в соотношение к ширине клинка в основании.

## Изготовление
Изготовление меча начиналось с выплавки металла в сыродутной печи. Получившийся слиток проковывали, после чего составляли пакет из стали и железа или из стали с различным содержанием углерода (высокоуглеродистой — более твёрдой, и малоуглеродистой — более мягкой и эластичной). Потом слои пакета, представлявшего собой заготовку будущего клинка, сваривали при температуре примерно 1100 °С с применением флюса — речного песка, защищавшего сталь от «пережога». Необходимая температура определялась «на глаз», заготовка при этом должна была светиться жёлтым цветом, а для того, чтобы лучше различать оттенки, в кузнице обычно было темно. После сварки приступали к вытягиванию клинка при температуре около 950 °С, на что указывал светло-оранжевый цвет металла. Вытягивание производили ученики-молотобойцы, под контролем самого кузнеца, при этом заготовка приобретала примерные очертания и толщину будущего клинка, на ней выделывался хвостовик и выковывался дол. Альтернативным способом было вытачивание дола на холодном клинке, что было проще, но, нарушая структуру стали, ухудшало его характеристики. После этого кузнец проводил тонкую ковку, уплотняя лезвия и придавая клинку окончательную форму (в идеальном случае клинок на этом этапе должен как можно точнее соответствовать размерам готового изделия). Уплотнение лезвий происходило при нагреве до красного цвета, мелкие детали и ошибки исправлялись напильником. После этого клинок подвергали тепловой обработке, состоявшей из трёх этапов. Сначала, для того что бы сделать сталь более однородной, его медленно накаливали до примерно 800 °С (вишнёво-красный цвет каления металла) и охлаждали на воздухе. Потом выдерживали как можно дольше при 780 °С (тёмно-красный цвет), что улучшало структуру металла, после чего, для снятия напряжения в клинке, производился мягкий отжиг. Для этого клинок разогревали до красно-коричневого цвета, заворачивали в теплоизолирующий материал и оставляли остывать, причём желательно, чтобы остывание происходило как можно дольше. Все эти процедуры составляли только первый этап обработки. Вторым и наиболее важным этапом являлось закаливание, которое во многом определяло характеристики готового изделия. Для этого клинок нагревали до 800 °С, после чего быстро погружали в ёмкость с водой или маслом, в как можно более вертикальном положении. Сразу после этого проводили отпуск (третий этап). Клинок нагревали до 250—300 °С (до тускло-красного цвета побежалости), потом медленно охлаждали. Так повторяли несколько раз, попутно корректируя молотом проявившиеся недостатки и погрешности.
Далее готовый в целом клинок шлифовался. Сначала производилась грубая шлифовка, потом тонкая, после чего клинок очищали с помощью масла (что давало дополнительно защиту от коррозии) и затачивали. На хвостовике монтировались крестовина, черен и навершие. Хвостовик проходил навершие насквозь, его выступающий конец расклёпывался, фиксируя все элементы. Черен оплетали шнуром и обтягивали кожей. В довершение всего изготавливали ножны, тогда же могли сделать и пояс для ношения.

## Описание и конструкция

### Клинок
Романский меч отличается сравнительно широким клинком линзовидного сечения, с плавно сужающимися кромками, переходящими в сравнительно короткое острие. На боковых поверхностях клинка выполнялся дол, на ранних экземплярах длиной почти во весь клинок и иногда весьма широкий (на мечах типа Х по Оукшотту), на поздних, таких как тип XIV по Оукшотту, около половины длины клинка. Иногда дол мог быть многорядным: двойным, тройным или даже четверным. Лезвия имели т. н. конвексивную (скруглённую) заточку, что ухудшало режущие свойства клинка, но позволяло снизить риск повреждений при ударах о щит, доспехи и оружие противника и прорубать кольчужное полотно (а иногда и шлемы). Длина в среднем около 90-95 см, из которых от 7,5 до 12 см приходилось на рукоять, вес 1,0-1,3 кг («боевые мечи» описанные ниже, имели несколько другие массо-габаритные показатели).
| 1px]]   | 1px]]   | 1px]] | 1px]]   |
| Широкий | Средний | Узкий | Двойной |

Романские мечи имели или цельностальные, или ламинированные клинки — стальные снаружи и железные внутри. Стальная оболочка делала клинок достаточно прочным для выполнения стоящих перед ним задач, тогда как мягкая железная сердцевина придавала ему упругость и эластичность, компенсируя тем самым хрупкость стали с её склонностью к излому. Такие клинки были гораздо менее трудоёмкими в изготовлении, нежели мечи, выкованные в хорошо известной в раннем средневековье технике сложноузорчатой ковки (известной также под названием «дамасская сталь»). При этом такие мечи (при условии правильной тепловой обработки) были не хуже и даже лучше мечей из «дамасской стали». Тем не менее, сложноузорчатая ковка какое-то время сохранялась в отдельных регионах Европы: в Прибалтике, Польше и на Руси до XII века, а в Скандинавии и дольше.

### «Боевой меч»
Большинство романских мечей являются одноручными, но часть из них были более длинными и тяжёлыми, с удлинёнными рукоятями, позволяющими взяться при необходимости двумя руками. Такие мечи называли «боевыми», «военными», «мечами для войны» (старофр. espées de Guerre, среднеангл. Swerdes of Werre), «большими» (старофр. Grant espées, среднеангл. Grete Swerdes) или же «большими боевыми» (среднеангл. Grete War Swerdes). Упоминания таких мечей можно встретить в средневековых источниках конца XIII — начала XIV века. По мнению Оукшотта, именно они являлись седельными, так же часто упоминаемыми в письменных источниках, хотя до нашего времени и не дошло ни одного изображения меча, закреплённого возле седла (свои мечи приторачивали к седлу также и оруженосцы, которые до посвящения в рыцари не имели права носить его на поясе). С другой стороны, известны изображения, на которых «боевые мечи» носят в ножнах на поясе. Также Оукшоттом было высказано предположение о том, что «боевые мечи» не следует смешивать с двуручными, называемыми в средневековых источниках старофр. espées a deux mains или среднеангл. Twahandswerds. Таким образом, «боевые мечи» относятся к полутораручным, которыми можно действовать как двумя руками, так и одной, но двуручный хват всё же являлся основным.
Оукшотт выделил всего две, очень похожие друг на друга, разновидности «боевого меча», получившие обозначение XIIa и XIIIa. Различие между двумя типами заключается в основном в том, что XIIa имеет более выраженное сужение кромок клинка, а у XIIIa они практически параллельны. Характеристики их таковы: длина клинка не менее 80 см, в среднем 90-104 см, от половины до двух третей длины занимает дол, длина рукояти 15-25 см, вес 1,5-2,0 кг, максимально до 2,3 кг.
Один из мечей типа XIIa, датированный 1300—1350 годами, интересен тем, что, вероятно, является самым старым сохранившимся мечом, имеющим кольцо для защиты пальца(воины, удерживая меч, иногда перекидывали указательный палец через крестовину. Таким образом рука сдвигалась чуть ближе к центру тяжести меча, что в свою очередь позволяло лучше контролировать клинок и наносить более точные удары). Подобные защитные приспособления получили большое распространение на мечах и шпагах в XVI—XVII веках.
Что касается двуручных мечей того времени, то они не представляли собой каких-то отдельных типов, а являлись увеличенными версиями мечей тип XII и тип XIIIa. Подобные мечи упоминаются, например, в «Романе об Александре».

### Эфес

#### Черен рукояти
Черен обычно изготавливался из дерева, реже из другого твёрдого материала — рога, кости или металла. Существовали два типа конструкции: составная из двух половин и цельная, трубчатая. Составная конструкция обычно использовалась на мечах с широким хвостовиком, характерным для многих ранних мечей, в сечении такой черен имел форму уплощённого овала. При изготовлении трубчатого черена в заготовке высверливался канал, после чего заготовку надевали на раскалённый хвостовик, прожигавший отверстие точно по своему размеру. Такой черен был более округлым в сечении, хотя мог быть и шестигранным.
Иногда черен оставляли непокрытым, но чаще обматывали тонким шнуром или проволокой. Поверх этого слоя в свою очередь могли сделать кожаную обтяжку или же накладывали ещё одну обтяжку из шнура/проволоки, которые, перекрещиваясь диагонально, образовывали узор, похожий на сетку с крупными ячейками. Такую двойную оплётку имеет меч, найденный в гробнице Фернандо де ла Серда (умер в 1270 году), также каждый из концов рукояти украшен шёлковой кистью, что довольно нетипично. На так называемом «мече Святой Касильды», тоже испанском, хранившемся в монастыре Сан-Висенте возле Логроньо, подобная диагональная обтяжка выполнена узкими кожаными полосками с вбитыми в них небольшими гвоздиками с позолоченными головками — в местах, где полоски пересекаются, и посередине между каждым таким пересечением.
Эварт Оукшотт выделил шесть основных форм черенов рукоятей для мечей первой группы:
- широкие у крестовины (примерно 3 см) и постепенно сужающиеся в сторону навершия, возле которого ширина уже́ составляет примерно 2 см. Форма характерна для составных рукоятей;
- прямая форма;
- бочкообразная форма — выпуклая в центре и сужающаяся к концам;
- в нижней части (ближе к крестовине) прямая, в верхней сужается (бутылкообразная);
- рукоять прямая или слегка сужающаяся, примерно посередине выступает выпуклый поясок;
- бутылкообразная форма с выпуклым пояском[59].

#### Крестовина
Крестовина у романского меча довольно тонкая и длинная, что отличает её от коротких и толстых крестовин каролингских мечей, и хотя крестовины такого вида и были всё же известны в каролингский период, но только на романских мечах они стали доминирующим (практически единственным) стилем. Такая длинная крестовина надёжно защищала пальцы воина от удара о щит противника.
Брюн-Хоффмайер рассматривала только две разновидности крестовин: прямые и изогнутые, тогда как Эварт Оукшотт разработал этот вопрос более подробно, определив семь стилей крестовин, присущих романским мечам, из них один стиль всегда прямой, два всегда изогнуты, а остальные четыре могут быть или прямыми, или изогнутыми.
Типы (стили) крестовин по Оукшотту:
Крестовины, существовавшие в прямом и изогнутом вариантах:
- стиль 1. Прямой узкий брусок квадратного сечения, реже пруток круглого или восьмигранного сечения, сужающийся к концам. Наиболее простая форма. Иногда встречался на каролингских мечах, викинги называли такую крестовину Gaddhjalt (шип + рукоять, англ. spike-hilt).
  - стиль 1а. Упрощённая разновидность, не имеющая сужения к концам. Сечения такие же, как у стиля 1.
- стиль 2. Центральная часть обычно квадратного сечения плавно расширяется к концам. Концы имеют сечение со скруглёнными углами или же отличное от сечения центральной части — круглое или восьмигранное.
- стиль 3. Очень простая форма, напоминающая стиль 1, но сечение не квадратное, а прямоугольное, сужение к концам отсутствует. Был популярен на ранних романских мечах — до 1200 года.
- стиль 4. Форма такая же, как у стиля 1, но концы слегка опущены.

Всегда прямой:
- стиль 5. Ветви крестовины сплющены и расширяются, напоминая в виде сбоку галстук-бабочку. В плане ветви узкие, сечение может быть в виде сплющенного шестигранника. Концы иногда оформлялись вырезанными зубцами.

Всегда изогнутые:
- стиль 6. Изогнутый вариант стиля 5.
- стиль 7. Крестовина в виде довольно плоской пластины: в плане широкая, сбоку узкая[60].

|                                                 |                                                  |                               |                                |                                    |
| Изогнутый вариант стиля 1 (формула меча Хa-G-1) | Изогнутый вариант стиля 2 (формула меча XIV-K-2) | Стиль 5 (формула меча Xa-H-5) | Стиль 6 (формула меча XIV-I-6) | Стиль 7 (формула меча XII/XIV-W-7) |

По сравнению с каролингскими мечами, часто имеющими богато украшенные эфесы, романские мечи, как правило, имели достаточно скромный и сдержанный внешний вид. Такой облик хорошо гармонировал с духом христианского рвения, характерного для эпохи первых крестовых походов.
Концы крестовин иногда имели вырезанные зубцы (характерно для стилей 5 и 6), у двух мечей известны концы крестовин в виде звериных голов (один из них так называемый меч Карла Великого, изготовлен по разным версиям или в IX, или в XIII веке). У испанского меча святого Фердинанда концы крестовины, загибаясь, образуют кольца, внутри которых помещены трилистники, сама крестовина украшена цветочным орнаментом. Меч типа XIV из музея Метрополитен имеет крестовину, украшенную вертикально расположенными рядами серебряной проволоки, — похожая техника использовалась во времена викингов.
На крестовинах также могли выполняться надписи. На «мече святой Касильды» написано по-испански DIOS ES VINCENTOR EN TOD, на другой стороне крестовины такая же надпись, но с отличиями: O DIOS ES VINCENTOR EN TODO A (финальная А, вероятно, означает Аминь (Amen)). Крестовина венского меча святого Маврикия имеет с одной стороны надпись: +CRISTVS•VINCIT•CRISTVS•REIGNAT•CRIST[VS]•INPERAT, на другой стороне представлен её сокращённый вариант: CRISTVS:VINCIT:CRISTVS:REINAT. Ещё на одном мече типа XII два кольца, охватывающих рукоять, и крестовина содержат слова, складывающиеся в надпись COLLEGE PER ME REGE SUM (mum) MEDIO REGE PUNGE PER IMUM.

#### Навершие
Навершия каролингских мечей обычно состоят из двух деталей. Для романских мечей характерны монолитные навершия. Как это описано выше, в типологии Брюн-Хоффмайер рассматриваются три основных типа наверший романских мечей, форма которых является важным определяющим признаком в данной типологии: дольчатые, характерные для мечей переходного типа, в форме бразильского ореха, и, наконец, дисковидные, которые Брюнн-Хоффмайер считает наиболее «романскими».
Оукшотт и в данном случае пошёл дальше, определив двадцать типов наверший, присущих мечам первой группы (некоторые из них, впрочем, могли использоваться до или после времени бытования мечей этой группы), которые можно поделить на три категории: форма бразильского ореха и её производные (шесть типов), дисковидные (пять типов), группа сравнительно мало распространённых наверший различного внешнего вида (девять типов).
Навершия в форме бразильского ореха:
- тип A. Классический вариант формы.
- тип B. Более короткая и высокая разновидность формы бразильского ореха.
  - тип B1. Похож на тип B, но нижняя грань прямая. Строго говоря, не относится разновидностям формы бразильского ореха, Оукшотт сравнил его с формой гриба или же чехла для чайника[72]
- тип C. В форме шляпы.
- тип D. Более короткая и высокая разновидность типа C.
- тип E. Похож на тип D, но верхние грани прямые или только слегка вогнутые. Мог иметь вертикальное ребро.
- тип F. У данного типа не только верхние, но и нижние грани являются прямыми, что давало в итоге ромбовидную форму. Также мог иметь вертикальное ребро.

Навершия дисковидной формы:
- тип G. Правильный диск, боковые грани могут быть слегка выпуклыми, или наоборот, вогнутыми.
- тип H. Диск со скошенными краями. Вероятно, самое распространённое навершие средневековья[73]
- тип I. Напоминает тип Н, но скошенные грани гораздо шире, в результате боковины имеют вид усечённых конусов.
- тип J. Как тип I, но скошенные грани вогнуты.
- тип K. Как тип J, но выступы с боковых сторон намного меньше диаметром.

Навершия различного внешнего вида:
- тип L. Высокий трилистник. Предположительно тип был популярен в Испании.
- тип M. Подражание дольчатым навершиям мечей викингов. Встречался в основном на Британских островах.
- тип N. В форме лодки. Редкий тип.
- тип O. Более развитая форма типа N, концы загнуты вверх, образуя полумесяц. Также редкий тип.
- тип P. Форма щита, довольно толстого. Известно только одно изображение, на статуе Наумбургского собора.
- тип Q. Диск, разделённый на лепестки.
- тип R. Правильная сферическая форма, довольно редкий тип.
- тип S. Форма куба со срезанными углами (усечённый куб).
- тип W. Похож на тип I, но скошенные грани сделаны так, что выступ по центру навершия не круглый, а луковицеобразный, вытянутый вверх[74].

|                             |                              |                               |                             |                             |
| Тип A (формула меча XI-A-1) | Тип A (формула меча XII-A-6) | Тип R (формула меча XIII-R-2) | Тип D (формула меча XI-D-2) | Тип Q (формула меча Xa-Q-2) |

Навершия иногда покрывали позолотой или серебрили, они могли украшаться гербами (чаще всего встречались на дисковидных навершиях). Изображение герба наносилось цветной эмалью или гравировалось на серебряной пластине, вмонтированной в навершие. Возможно, иногда навершия окрашивались. Основанием подобного предположения являются некоторые средневековые изображения. Материалом для наверший обычно служило железо, реже бронза, ещё реже использовались материалы вроде яшмы или горного хрусталя. Иногда на навершиях выполнялись различные надписи, например, AVE MARIA PLENA GRATIA на дисковидном навершии типа G, «меча святой Касильды», SUNT HIC (sic) ETIAM SUA PRECUNE LAUDI на навершии типа J1, закольцованная по кругу надпись TOTOTOTO на навершии типа W. Навершие венского меча святого Маврикия несёт на себе гербы Оттона IV, имперского орла и надпись BENEDICTVS•DO[MINV]S•DE[V]S•QUI•DOCET•MANV[S]+.

#### Эфес в целом. Семейства мечей
Помимо классификации клинков, наверший и крестовин, Э. Оукшотт разработал понятие семейств мечей. Семейство включает в себя устойчивое сочетание крестовины и навершия и рукояти определённой длины между собой, и связано также с определёнными типами клинков. Из намеченных Оукшоттом семейств следующие имеют отношение к романским мечам:
- семейство А. Короткая рукоять, навершие в виде плоского, или со сточенными краями, диска, простая прямая крестовина. Такой дизайн использовался в Европе более 1,5 тыс. лет, но наиболее популярен был в 1050—1300 годах, то есть охватывал почти весь период романских мечей.
- семейство В. Короткая рукоять, дисковидное навершие с выпуклостью в центре, тонкая изогнутая крестовина. К данному семейству принадлежат многие мечи типа XIV, другие типы — редко. Был популярен в 1280—1325 годах.
- семейство С. Длинная рукоять, дисковидное навершие, прямая крестовина. Семейство в основном связано с типом XIIIa, использовалось весь романский период — 1100—1360 годы.
- семейство Н. Длинная рукоять, навершие в виде плоского диска, прямая крестовина круглого или квадратного сечения. Близок к семейству С.
- семейство I. Короткая рукоять, дисковидное навершие с центральным выступом, крестовина стиля 5 («галстук-бабочка»). Семейство предположительно связано с Южной Европой.
- семейство К. Удлинённая рукоять как у полутораручного меча, но клинок короткий, как у одноручных мечей. Дисковидное навершие с выступом, крестовина с расширяющимися концами. Семейство связано с Данией[83].

|                   |                                |                                                 |                                    |                                  |
| Меч формулы Х-А-1 | Меч формулы Х-G-1, семейство А | Меч формулы XII-M и с нестандартной крестовиной | Меч формулы XIIIa-I-2, семейство С | Меч формулы XIV-K-2, семейство В |

### Ножны и пояс
Ножны изготавливались из дерева, состояли из двух половин и обтягивались кожей или тканью. Кожаная обтяжка выступала выше верхнего среза устья двумя треугольными клапанами, плотно обхватывающими среднюю часть крестовины с обеих сторон, наконечник ножен обычно имел защитную металлическую оковку. Внутри ножны выкладывались мехом или шерстяной тканью.
Ножны носились на поясе, состоявшем из двух отдельных частей неодинаковой длины. Чуть ниже устья ножен крепился короткий и широкий ремень, шедший вправо, несколько ниже крепился ремень такой же ширины, но более длинный и идущий влево. Обхватывая бёдра воина, проходя далее по животу, он соединялся с верхним коротким ремнём, что осуществлялось двумя основными способами. В первом варианте, популярном в Скандинавии и германских землях, свободный конец длинного ремня разрезался на два тонких ремешка, которые продевались в два отверстия, сделанных на конце короткого ремня, после чего стягивались и завязывались. В Англии, Франции и Южной Европе чаще использовалась простая пряжка, при этом свободный конец ремня пропускался между телом воина и эфесом, свисая слева от него.
Верхний (короткий) ремень крепился к ножнам следующим образом: его конец разрезался на три ремешка примерно одинаковой ширины, самый верхний из них обхватывал ножны по окружности, проходя через ряд прорезанных в кожаной обтяжке отверстий, средний проходил по задней стороне ножен, выходил на внешнюю сторону, где шёл по диагонали вниз к нижнему ремню. Нижний же сразу шёл вниз по внешней стороне ножен, где, пересекаясь со средним, они образовывали вместе косой крест, расположенный между верхним и нижним ремнями. Далее эти ремешки пересекались ещё раз с внутренней стороны ножен и выходили на внешнюю сторону, где связывались вместе. В Англии такое крепление обычно имело несколько иной вид: средний ремешок спускался вниз только по внутренней стороне, в результате вместо косого креста снаружи располагался только один диагональный ремешок. Встречались и другие варианты этой основной схемы крепления, которая использовалась повсеместно в Европе с 1220 по 1320 год. Пояс располагался на фигуре воина несколько наклонно, так как под весом меча его левая часть оказывалась ниже правой. Согласно реконструкции Виолле ле-Дюка, на правом боку мечевой пояс скреплялся с поясом, охватывающим талию, что гарантированно защищало его от сползания.
| 1px]]                                                    | 1px]]                                                              |                                   |
| Вариант крепления пояса к ножнам, рисунок Виолле-ле-Дюка | Крепление пояса к ножнам с помощью обоймиц, рисунок Виолле-ле-Дюка | Меч в ножнах, современная реплика |

Примерно с 1310-х годов пояс в некоторых случаях крепят не к ножнам непосредственно, а с помощью колец к обоймицам. Одним из самих ранних примеров подобного крепления может служить меч, хранящийся в сокровищнице Толедского собора и принадлежавший, по всей видимости, кому-то из членов королевской семьи. На ножнах располагаются пять поясков из позолоченного серебра с эмалевыми изображениями гербов, причём второй сверху является обоймицей, на которой с каждой стороны закреплено по кольцу, одно выше, другое ниже. Верхняя граница датировки и меча, и ножен — 1319 год. Другим примером является меч, найденный в гробнице Кангранде делла Скала, умершего и похороненного в 1329 году в Вероне. На ножнах этого меча располагаются две обоймицы, на верхней, которая одновременно является и устьем ножен, располагаются по кольцу с каждой стороны, на нижней кольцо только одно. К каждому из них, также с помощью колец, прикреплены круглые металлические пластинки, которые в свою очередь крепились к концам кожаных ремешков, на которых меч был подвешен к поясу (сохранились обрывки двух из этих ремешков).
Какое-то время существовал и промежуточный вариант крепления, когда, например, верхний короткий ремень крепился непосредственно к ножнам, а нижний — к обоймице.
Вне поля боя, в повседневной обстановке, рыцари, как правило, меч с собой не носили. Если же меч всё-таки, по какой-то причине, имелся, то обычно его снимали с себя и носили в руках, пояс при этом обматывался вокруг ножен (см. иллюстрацию в следующем разделе). Нести его мог сам рыцарь или слуга, или паж, или оруженосец.

### Клейма и надписи на клинках

#### Имена кузнецов
На ранних романских мечах ещё встречается хорошо известный по каролингским мечам обычай наносить на клинок имя кузнеца методом инкрустации железной проволокой. В качестве примера можно привести мечи, клеймённые именем Ingelrii (Ингельри). Как минимум два из них относятся к романским мечам. Один находится в Цюрихе, датирован примерно 1100 годом, другой, вероятно, найден на Украине, датирован XII—XIII веком.
Довольно большой группой таких мечей, датированных XII веком, являются изделия, клеймённые именем, которое западные исследователи (Швиттеринг, Оукшоот, Леппяахо) прочитали как Gicelin, тогда как Кирпичниковым это же имя (на мече из Стаек) прочитано как Ctelin или Etclin. Позднее Кирпичников, расчистив два меча с таким клеймом из Пассельна (Латвия), пришёл к выводу, что правильным прочтением является Etcelin. К его мнению присоединился Антейн, а Дрбоглав обосновал правильность такого прочтения в своей статье. Полностью надпись выглядит как +GICELINMEFECIT+ (или +ETCELINMEFECIT+) (лат. Gicelin [Etcelin] me fecit — Гицелин [Этцелин] меня сделал) на одной стороне клинка, и +INNOMINEDOMINI+ (in nomine domini — во имя Господа) на другой. По предположению Оукшотта, Гицелин является формой имени Джоселин, тогда как Дрбоглав указывает на схожесть Этцелина с немецким именем Этцель. Всего по данным на 1984 год известно 15 таких мечей: 5 из Латвии, 4 из Германии, 2 из Финляндии и по одному из Англии, Нидерландов, Украины и России.
Три меча несут на себе имя Костантин. Один из Финляндии, надпись которого доктор Леппяахо прочитала как CONSTMIITNS, ещё один из Англии, надпись которого Оукшотт передаёт как CONSTAININUS. По мнению же Дрбоглава, правильным прочтением в обеих случаях является CONSTANTINUS. Особенности надписи третьего меча, из Норвегии, неизвестны.
Возможно, романским является не сохранивший своего эфеса меч, вероятно, найденный в Киеве и датированный предположительно X веком, с именем, прочитанным Кирпичниковым как Svvensiva. Дрбоглав прочитал данное имя как SWENISLAV (Звенислав), предположив его польское или чешское происхождение и более позднюю датировку — XI век. Также им высказано предположение о том, что меч мог попасть в Киев вместе с отрядами Болеслава Храброго.

#### Клейма
| Образцы клейм романских мечей | Образцы клейм романских мечей                                       |
| ----------------------------- | ------------------------------------------------------------------- |
|                               | Клеймо города Пассау                                                |
|                               | С меча святого Маврикия, начало XII века                            |
|                               | С церемониального меча Священной Германской империи, конец XII века |
|                               | Италия, XIII век. Часто копировался в XIV и XV веках                |
|                               | С меча Конрада Шенка фон Винтерштеттена, XIII век                   |
|                               | С меча приписываемому Сиду, XIII век                                |
|                               | С меча святого Фердинанда, XIII век                                 |

С XIII века оружейники вместо подписи стали наносить на клинки мечей клейма. Первоначально они, подобно подписям, выполнялись инкрустацией проволоки цветного металла, а с конца столетия могли просто выбиваться на поверхности клинка. Одним из самых известных клейм являлся волк («волчок») мастеров города Пассау, бывшего важным центром изготовления мечей. Изображение волка, заимствованное с городского герба, традиционно выкладывалось проволокой жёлтого металла, пунктирными линиями, самые ранние образцы датированы XIII веком, официально право его использования подтверждено герцогом Альбрехтом Австрийским в 1340 году. Слава клинков Пассау была столь велика, что клеймо «волк» нередко подделывалось, также его «позаимствовали» мастера Золингена, что даже послужило в 1464 году причиной официальной жалобы кузнецов из Пассау, а кавказские мастера клеймили свои клинки «волчком» ещё и в XIX веке. Большое сходство с пассауским волком имеет клеймо «единорог».
Другим распространённым клеймом является «крест в круге», который появляется примерно с 1250 года и встречается на многих клинках. Принадлежность его к конкретному центру производства неизвестна, но, по мнению Бехайма, оно связано с Италией. Два меча с таким клеймом были найдены на Украине, ещё один — где-то в России, Беларуси или на Украине. Примерами других клейм могут служить изображения сердца, шлема, щита, меча, головы быка, пеликана.

#### Сокращённые надписи
Весьма распространёнными на клинках романских мечей являются сокращённые надписи, представляющие собой бессмысленные, на первый взгляд, сочетания букв, на самом деле являющиеся аббревиатурами, несущими религиозный смысл. Именно эти надписи, в отличие от имён кузнецов и клейм, можно считать наиболее характерными знаками на романских мечах, численно преобладающими в течение XII—XIV веков.
Надписи эти весьма разнообразны и почти никогда не повторяются (из известных на 1984 год 165 мечей с надписями 130 несут уникальные надписи, и только 35 мечей имеют 11 повторяющихся надписей). Тем не менее всё же в них можно выделить некоторые общие признаки, позволяющие провести классификацию. В частности, советский исследователь Д. А. Дрбоглав, предпринявший серьёзное изучение данного вопроса, распределил все известные надписи на девять групп, некоторые из которых имеют подгруппы (до семи).
| Типология сокращённых надписей по Дрбоглаву | Типология сокращённых надписей по Дрбоглаву                                                                           | Типология сокращённых надписей по Дрбоглаву | Типология сокращённых надписей по Дрбоглаву                                                                 | Типология сокращённых надписей по Дрбоглаву                                                                                             | Типология сокращённых надписей по Дрбоглаву | Типология сокращённых надписей по Дрбоглаву | Типология сокращённых надписей по Дрбоглаву | Типология сокращённых надписей по Дрбоглаву |
| Группа                                      | Признаки группы | Подгруппа                                   | Признаки подгруппы                                                                                          | Примеры | Количество вариантов надписей в подгруппе   | Количество вариантов надписей в группе      | Период использования надписей подгруппы     | Период использования надписей группы        |
| ------------------------------------------- | --- | ------------------------------------------- | --- | --- | ------------------------------------------- | ------------------------------------------- | ------------------------------------------- | ------------------------------------------- |
| I                                           | Сигли (надписи из одной буквы)                                                                                        | —                                           | — | AAA —R— S—S—S—S—S | —                                           | 6                                           | —                                           | —                                           |
| II                                          | Сложные символы | A                                           | Преобладание буквы «Н» (Ih(esus) — Иисус)                                                                   | Н+Н -Н-Н-Н— EHHHHVHHHHE SH—Н—Н—HHS | 3                                           | 23                                          | —                                           | —                                           |
| II                                          | Сложные символы | B                                           | Наличие термина лат. omnipotens — всемогущий                                                                | Ī О Ī oSo S О S | 3                                           | 23                                          | —                                           | —                                           |
| II                                          | Сложные символы | C                                           | Наличие выделенного в центре элемента                                                                       | IX+X+XI +EMEDE+ DUUD+DUUD S HVAIMIAVH S                                                                                                 | 7                                           | 23                                          | —                                           | —                                           |
| II                                          | Сложные символы | D                                           | Имя Иисуса в начале надписи                                                                                 | IERS IEIRS —IH R OIH Р | 3                                           | 23                                          | —                                           | —                                           |
| II                                          | Сложные символы | E                                           | Наличие буквы «G» или сочетания «GN» (g(enitrix), g(e)n(itrix) — богородица))                               | G—D DIGN LVGn G—V—S +DIOLAGR+ DIGNLAGDIGNLA +GOXOAIEAI— GOXO AMGVAIНЕXI                                                                 | 7                                           | 23                                          | XIII — 1 пол. XIV в.                        | —                                           |
| III                                         | Простейшие формулы | A                                           | Наличие формулы Iesu nomine — Во имя Иисуса                                                                 | +N+ +NINI… + NEI—NIE+ N N N N N… | 7                                           | 27                                          | 4 четв. XII—XIII в.                         | —                                           |
| III                                         | Простейшие формулы | B                                           | Присутствуют слова «Христос» или «Искупитель», надписи обрамляются словом «Спаситель» (кроме одной)         | SNXXNS +SNEXPNEXPNEXPNS+ +SHEX[P]RHEX[P]RHEX[P]RS + +SNERENERENERENERENERES+ NERENERENERENERENERENERE                                   | 5                                           | 27                                          | 1 пол. XIII в (2 четв. XIII в.?)            | —                                           |
| III                                         | Простейшие формулы | C                                           | Присутствует сочетание сиглей «АС» (a(ltissimi) C(hristi) — всевышнего Христа)                              | А С N NoAC X NoH | 2                                           | 27                                          | —                                           | —                                           |
| III                                         | Простейшие формулы | D                                           | Важное место занимает сигль «A» или «AI» (a(ltissimi), a(ltissim)i)                                         | NAN AnTAn… AINVNIA | 3                                           | 27                                          | —                                           | —                                           |
| III                                         | Простейшие формулы | E                                           | Важное место занимает сигль «D» (domini — господь)                                                          | NuDN +NnSD+ NDIENDI | 4                                           | 27                                          | —                                           | —                                           |
| III                                         | Простейшие формулы | F                                           | Наличие формулы «NO» (nomine omnipotentis — во имя всемогущего)                                             | NONON +HONONONON+ | 2                                           | 27                                          | —                                           | —                                           |
| III                                         | Простейшие формулы | G                                           | Архаичный стиль                                                                                             | SIGVINALS SNEMENTS | 2                                           | 27                                          | —                                           | —                                           |
| III                                         | Простейшие формулы | Не входят в подгруппы                       | — | LNL VLGN+ +nhAR.S | 2                                           | 27                                          | —                                           | —                                           |
| IV                                          | Содержит в начале сочетание «in» (I(n n(omine) — во имя)                                                              | A                                           | Наличие выделенного в центре элемента окаймлённого служебными выражениями                                   | +INOELIGNI+ +INNOIELINI I. IN. BITTPINI SIE[N]MIBIELTS +INNIOINNEDINI+ NNOMIDO[MINI+] +NNM[U]CITI MNI +                                 | 9                                           | 11                                          | —                                           | XI—XII вв.                                  |
| IV                                          | Содержит в начале сочетание «in» (I(n n(omine) — во имя)                                                              | Не входят в подгруппы                       | — | INIOM[N]CII INIOM[N]NDII +INNIOMMH DII+                                                                                                 | 2                                           | 11                                          | —                                           | XI—XII вв.                                  |
| V                                           | Содержит не сокращённое слово benedic — освяти́                                                                        | —                                           | — | +SESBENEDIC+ AS +BEnc…UD… M…CDS+ +SXSBENEDICAT [IVI]S… +BENEDIGATINT USDOGATRA… +BENEDICATINI USDICI[T]RA[IU] CNIUIOMUENIE              | 8                                           | —                                           | —                                           | 2 пол. XII — 1 четв. XIII в.                |
| VI                                          | Надписи, не подходящие ни под одну из других групп                                                                    | A                                           | Наличие в начале сочетания «NES» или «NS» (n(omin)e s(alvatoris), n(omine) s(alvatoris) — во имя Спасителя) | +[NISHIECGES RUAX+ +SNESNDUONM INIODIFS+                                                                                                | 2                                           | 11                                          | —                                           | 4 четв. XII — 1 пол. XIII в.                |
| VI                                          | Надписи, не подходящие ни под одну из других групп                                                                    | B                                           | Важное место занимает имя Богоматери                                                                        | +NIGUVGU+ SOsSMENRSOsS NMNSiETDSE.c[t]Hct                                                                                               | 3                                           | 11                                          | —                                           | 4 четв. XII — 1 пол. XIII в.                |
| VI                                          | Надписи, не подходящие ни под одну из других групп                                                                    | C                                           | Наличие сочетания «NI» (n(omine) i(esu) — во имя Иисуса)                                                    | +NIOIMIO… +NIUMFUMFATI+ HIMINIO—M—О—N +VRNETUDNELVREXETVNE[V]+                                                                          | 4                                           | 11                                          | —                                           | 4 четв. XII — 1 пол. XIII в.                |
| VI                                          | Надписи, не подходящие ни под одну из других групп                                                                    | Не входящие в подгруппы                     | — | S.NININ+S.N… +NININ+ +NPATERFNFIDIC.A.TVIS+ +NRCXOXONE AOR+NININI +                                                                     | 2                                           | 11                                          | —                                           | 4 четв. XII — 1 пол. XIII в.                |
| VII                                         | Содержит сочетание «ned» (n(omin)e d(omini) — во имя Господа)                                                         | —                                           | — | NEDRV… NED+NVAD +XHDHDAHIX+ NEDEHEREMEDENI +NEDASEDNGREDA…. +NCHDRINFUSDRINFUCGDXMAUSDRIFUSDRIN+ +NEDRIVTNGDRINFURCGDRINCDRINFUSDRINEN+ | —                                           | 13                                          | —                                           | 2-3 четв. XIII в.                           |
| VIII                                        | Содержит сочетание «nr» (n(omine) r(edemptoris) — во имя Искупителя)                                                  | A                                           | Готический шрифт, присутствие орнамента                                                                     | + N—n—С +NRĪSDVIX+ +SBENĪ+ + [NER]SUHSUDH NSU+…XSDNDU+ +NRCDISIC+ EnSNRCN+ NRCDISDV+ ERCDISIA+                                          | 7                                           | 11                                          | 2 пол. XIII — 1 четв. XIV в.                | —                                           |
| VIII                                        | Содержит сочетание «nr» (n(omine) r(edemptoris) — во имя Искупителя)                                                  | Не входит в подгруппу                       | — | + NREDAREDX + +HERENAOHRSHDERtN+ + NnADNnADNnADNnADNnADNn+                                                                              | 4                                           | 11                                          | —                                           | —                                           |
| IX                                          | Содержит сочетание «dig» (d(e)i g(enitricis) — Богоматери или «dic» d(omini) I(esu) C(risti) — го́спода Иисуса Христа) | A                                           | Важное место занимает имя Богоматери                                                                        | +NnDIG+ +RGVnSDIGVnS+ +DI[G]OHnSDIGVLCO… +H[n]SDIGOHnSDIGAnO+ +RGAnSDIGAnSDIGAnSDIGAnl+                                                 | 5                                           | 13                                          | —                                           | 4 четв. XIII — 1 пол. XIV в.                |
| IX                                          | Содержит сочетание «dig» (d(e)i g(enitricis) — Богоматери или «dic» d(omini) I(esu) C(risti) — го́спода Иисуса Христа) | B                                           | — | +DICnACNSN NIGODYGNUDICOL VGNUDICODI | 3                                           | 13                                          | —                                           | 4 четв. XIII — 1 пол. XIV в.                |
| IX                                          | Содержит сочетание «dig» (d(e)i g(enitricis) — Богоматери или «dic» d(omini) I(esu) C(risti) — го́спода Иисуса Христа) | C                                           | — | NRUDICNUDI+ +NICH…DIOAGSDICNIEROHDI… | 5                                           | 13                                          | —                                           | 4 четв. XIII — 1 пол. XIV в.                |

| Распределение мечей по странам | Распределение мечей по странам |
| Страна                         | Количество                     |
| ------------------------------ | ------------------------------ |
| Германия                       | 42                             |
| Латвия                         | 22                             |
| Финляндия                      | 19                             |
| Швейцария                      | 12                             |
| Польша                         | 11                             |
| Чехия                          | 9                              |
| Словакия                       | 9                              |
| Франция                        | 8                              |
| Эстония                        | 7                              |
| Англия                         | 6                              |
| Украина                        | 6                              |
| Дания                          | 5                              |
| Литва                          | 5                              |
| Россия                         | 5                              |
| Норвегия                       | 4                              |
| Испания                        | 2                              |
| Италия                         | 1                              |
| Швеция                         | 1                              |

#### Несокращённые надписи
Встречались на клинках и полные, не сокращённые, или сокращённые лишь частично надписи, как правило, религиозного характера. Наиболее часто встречалась надпись IN NOMINE DOMINI, другими примерами можно привести HOMO DEI (человек божий, самоназвание участников крестовых походов) на одном из мечей Ингельри, BENEDICTUS DEUS MEUS, SES (Sanctus) PETRNUS, SES BENEDICTAS .
На мече XIII века, хранящемся в Дюссельдорфе, серебром выложены четыре рифмованных предложения на латинском, на одной стороне клинка: Qui falsitate vivit animam occidit. Falsus in ore, caret honore, и на другой: Qui est hilaris dator, huns amat Salvator. Omnis avarus, nulli est caruus. Похожая по характеру надпись, тоже рифмованная и четверочастная, но на немецком, присутствует на большом церемониальном мече, найденном близ Мансфельда:
| +CHUNRAT.VIL.VERDE.SHENKE +HIE.BI.OV.NIR.GEDENKE | +VOR.VINTERSTETER.HOHGEMUT +LA.GARZ.DEHAINE.IISENHUT |

Меч, вероятно, принадлежал упоминаемому в надписи барону Конраду фон Винтерштеттеру.
Один из мечей типа XIV содержит надпись NULLA DE VIRTUTIBUS TUIS MAJOR CLEMENTIA EST.
На медной мемориальной доске начала XIV века, содержащей рисунок, вероятно, сделанный с натуры, рыцарь держит меч, на клинке которого можно разглядеть надпись: HORREBANT DUDUM REPROBI ME CERNERE NUDUM.
Весьма редко мечи несли имя владельца, например, надпись Gladius Rotgieri на мече примерно 1300 года, или имя GIUDO, видимое на мече, являющемся частью барельефа XI века.

## Романский меч на Руси
Мечи, использовавшиеся в русских землях, принципиально не отличались от общеевропейских и во многих случаях являлись импортом из Западной Европы. В полной мере это справедливо и по отношению к романским мечам. Информацию о романских мечах, найденных на территории, где располагались русские княжества, обобщил в первом выпуске своего труда «Древнерусское оружие», вышедшего в 1966 году, советский историк Анатолий Кирпичников. Согласно его данным, известно 75 таких мечей XI—XIII веков, из них 45, поддающихся типологическому определению, Кирпичников распределил на семь типов и один подтип. При этом типы I, II и IIа имеют двухсоставные навершия, характерные для каролингских мечей. Основанием для их включения в группу романских мечей является, по всей видимости, их поздняя, «пост-каролингская» датировка, а также, вероятно, наличие похожих мечей в типологии Брюн-Хоффмайер (группа I, мечи переходного периода). По мнению Кирпичникова, такие навершия в данный период были характерны именно для Восточной Европы.
Типы русских мечей романского типа по Кирпичникову:
- тип I. Бронзовое навершие, разделённое на пять долей, крестовина также бронзовая, прямая или слегка изогнутая (7 экземпляров).
- тип II. Навершие, разделённое на три доли, бронзовое или железное, крестовина у большинства слегка изогнута (6 экземпляров). Восходит к типам S и A Петерсена.
  - тип IIа. Один экземпляр, выделенный Кирпичниковым в отдельный подтип, датирован XII веком. Бронзовые навершие и крестовина украшены рельефным орнаментом с растительными мотивами и изображением усатого человека. Крестовина толстая и короткая.
- тип III. Навершие седловидной формы (полукруглое). Три экземпляра, датированных XII-первой половиной XIII века.
- тип IV. Грибообразное навершие (тип В, В1 по Оукшотту) и прямая крестовина (2 экземпляра).
- тип V. Навершие в форме бразильского ореха (линзовидное по терминологии Кирпичникова)(8 экземпляров).
- тип VI. Дисковидное навершие и прямая (в большинстве случаев) крестовина. Самый многочисленный тип (14 экземпляров).
- тип VII. Пяти- или восьмигранное навершие, прямая или изогнутая крестовина (4 экземпляра)[118].

Из 75 экземпляров больше половины (44) найдены на Украине (в том числе 16 в Киеве и Киевской области), 8 в Беларуси. Мечи, найденные на территории России, сосредоточены в основном на территории Ленинградской области, Новгорода и Пскова (с областью) — 17 экземпляров из 20. У двух мечей место находки неизвестно.
У 14 из 20 расчищенных Кирпичниковым мечей обнаружились какие-либо надписи или знаки. С учётом трёх меченых мечей, известных ранее, знаки распределились следующим образом: три меча несут на себе имена кузнецов — Ingelrii, Etcelin, Swenislaw, шесть — сокращённые надписи (позднее были открыты ещё две), три — знак «крест в круге», на двух сохранился орнамент.
| Сокращённые надписи мечей, происходящих с территории Древней Руси | Сокращённые надписи мечей, происходящих с территории Древней Руси | Сокращённые надписи мечей, происходящих с территории Древней Руси | Сокращённые надписи мечей, происходящих с территории Древней Руси | Сокращённые надписи мечей, происходящих с территории Древней Руси | Сокращённые надписи мечей, происходящих с территории Древней Руси |
| Тип                                                               | Место находки                                                     | Схема надписи                                                     | Предполагаемая транскрипция | Перевод | Датировка                                                         |
| ----------------------------------------------------------------- | ----------------------------------------------------------------- | ----------------------------------------------------------------- | --- | --- | ----------------------------------------------------------------- |
| —                                                                 | Низовье р. Паши                                                   | +L. I. G. N. V. D. N. L. I.+                                      | lignu(m) d(omi)n(i) li(gnum) | крест Господа крест | 1100—1200                                                         |
| —                                                                 | Низовье р. Паши                                                   | +L. I. G. N. V. D. N. L. I.+                                      | lignu(m) d(omi)n(i) li(gnum) | крест Господа крест | 1100—1200                                                         |
| IV                                                                | Киев                                                              | +NNOMIDO[MINI+]                                                   | I(n) nomi(ne) do(mini). | Во имя Господа. | 1100—1150                                                         |
| IV                                                                | Киев                                                              | +NNM[U]CITI MNI +                                                 | (I)n n(omine) M(arie) [v(irginis)] C(hr)i(s)ti m(atris) n(omine) I(n) | Во имя Марии [девы], Христа матери имя Во | 1100—1150                                                         |
| I                                                                 | Полтавская губ.                                                   | +INIOINI                                                          | I(n) n(omine) I(esu). O(mnipoten). I(esu) n(omine) i(n) | Во имя Иисуса. Всемогущий. Иисуса имя Во | 1150—1300                                                         |
| I                                                                 | Полтавская губ.                                                   | +INIOINI                                                          | I(n) n(omine) I(esu). O(mnipoten). I(esu) n(omine) i(n) | Во имя Иисуса. Всемогущий. Иисуса имя Во | 1150—1300                                                         |
| —                                                                 | Большой Потёмкинский остров (дельта Днепра)                       | +SNERENERENERENERENERES+                                          | S(alvator). N(omin)e re(demptoris)… S(alvator). | Спаситель. Во имя Искупителя … Спаситель. | 1200-1250                                                         |
| —                                                                 | Вероятно Украина                                                  | +MEDIEIVI… MEVDEVUEM+                                             | M(ari)e, d(omini) Ie(su), I(es)u … M(ari)e v(irginis) d(ei) e(terni), v(irginis) v(irginum) e(t) m(atris). | Марии, господа Иисуса, Иисуса [матери?] … Марии, девы бога вечного, девы дев и матери.                                                                               | 1200-1250                                                         |
| —                                                                 | Городище, Хмельницкая обл.                                        | +SNEXPNEXPNEXPNS+                                                 | S(alvator). N(omin)e. Xp(isti)… N(omine). S(alvator). | Спаситель. Во имя Христа… Во имя. Спаситель. | 1225-50                                                           |
| VI                                                                | Макарецкая дача, Черниговская губ.                                | +SNEDnOENEDXIVUMEDnOER UCOES+                                     | S(alvator). N(omine) d(omini) n(ostri) o(mnipot)e(ntis). N(omin)e d(omini) X(pisti) I(es)u, v(irginis) M(ari)e, d(omini) n(ostri) o(mnipot)e(ntis), r(egis) u(niversi) coe(li). S(alvator).                            | Спаситель. Во имя Господа нашего всемогущего. Во имя господа Христа Иисуса и девы Марии, Господа нашего всемогущего, царя всех небес. Спаситель.                     | середина XIII в.                                                  |
| VI                                                                | Макарецкая дача, Черниговская губ.                                | +SNEMACPUNED ERUEOHEDACPUNES+                                     | S(alvator). N(omin)e m(atris) a(ltissimi) C(hristi), p(atris) u(niversorum). N(omin)e d(ei) e(terni) r(egis) u(niv)e(rs) o(rum), Ihe(su) d(omini), a(ltissimi) C(hristi), p(atris) u(niversorum) n(omin)e. S(alvator). | Спаситель. Во имя матери всевышнего Христа, отца вселенной. Во имя вечного бога, царя вселенной Иисуса господа, всевышнего Христа, отца вселенной во имя. Спаситель. | середина XIII в.                                                  |
| VI                                                                | —                                                                 | S О S                                                             | S(alvator) o(mnipotens) S(alvator) | Спаситель всемогущий Спаситель | 1200—1400                                                         |
| VI                                                                | —                                                                 | О S О                                                             | o(mnipotens) S(alvator) o(mnipotens) | всемогущий Спаситель всемогущий | 1200—1400                                                         |

Сравнительно с другими видами вооружения мечи были довольно редки. Из 758 содержащих оружие обследованных погребений XI—XIII веков только в 88 имелось длинноклинковое оружие (при этом часть из них являлась саблями). Из 614 погребений XI—XII веков таковые содержались в 35 (6 %), из 144 погребений XII—XIII веков- уже в 53 (35 %). Мечи использовались главным образом тяжеловооружёнными конными копейщиками (называвшимися оружниками, бронистцами или бранистарцами), составлявшими основу войска (длинноклинковым оружием могла выступать у них и сабля). Выполнив таранную копейную атаку, воины брались за клинковое оружие и вступали в непосредственный рукопашный бой с противником. Иногда мечи могли иметь тяжеловооружённые пешие копейщики, легковооружённые же пехотинцы и всадники, выполнявшие роль лучников, ими не обладали.
С XII века в отношении мечей на Руси иногда используется эпитет «харалужные». По мнению Кирпичникова, это было обозначение стальных (ламинированных) мечей, название же связывается с тюркским племенем Северного Афганистана «карлук», «харлуг» или «харлуж».

## Романский меч в культуре
Многочисленные изображения романских мечей сохранились на средневековых миниатюрах, фресках, скульптурах, барельефах и т. п. Нередко эти изображения можно использовать для типологизации и уточнения датировки периода использования того или иного типа меча. К примеру, мечи типа Х по Оукшотту часто изображались немецкими миниатюристами эпохи Оттоновского возрождения, тип XI можно встретить в английских манускриптах и на бронзовой дверной панели веронского собора Сан-Дзено Маджоре, много мечей типа XII изображено в библии Мациевского и в Апокалипсисе из Тринити-колледжа. В одной из копий «Романа об Александре» (1330 года) присутствуют мечи типов XII, XIII и XIV, мечи типов XIII и XIIIa можно видеть на скульптурах Фрайбургского собора, XIIIb — на некоторых английских надгробиях. Мечи типа XIV часто встречаются на английских, французских и итальянских живописных и скульптурных изображениях периода 1270—1340 годов. Интересны статуи Наумбургского собора, сделанные в XIII веке и имеющие семь мечей, демонстрирующих два типа дисковидных наверший, и пять происходящих от формы бразильского ореха: у графа Германа и Дитриха фон Бренны высокая и полная разновидность с прямыми верхними гранями и вертикальным ребром (тип D), у графа Конрада похожее, но со слегка вогнутыми верхними гранями (тип D или E), у графа Дитмара толстое и высокое навершие с прямым верхним краем (тип P), меч Вильгельма фон Камбурга имеет навершие, похожее на лодку (тип N).
Иногда ценные данные предоставляет средневековая литература. В уже упоминавшемся «Романе об Александре» встречаются данные о двуручных мечах, а в «Романе о Ру» и сочинении де Жуанвиля — о седельных.
На Руси изображения мечей романского типа встречались на иконах, образках, миниатюрах, печатях и в белокаменной резьбе, причём чаще других встречались мечи с дисковидными навершиями (тип VI Кирпичникова).

## Романский меч в наши дни
В настоящее время существует ряд фирм, производящих более или менее точные реплики средневековых, в том числе и романских, мечей, предназначенных для коллекционеров, реконструкторов средневековья, любителей исторического фехтования и просто ценителей холодного оружия. Точность соответствия средневековым мечам может варьироваться в довольно широких пределах.
Примерами таких фирм являются Lutel (Чехия), Hanwei (Китай), Museum Replicas (Индия), Arms & Armor (США). Несколько более дорогую продукцию производят американские фирмы ASA Swordworks и Albion Armorers (ныне Albion Swords). Albion Swords, например, в классе мечей первой группы по Оукшотту (то есть романских) предлагает покупателю двадцать одну модель в линейке Next Generation, две модели для начинающих (линейка Squire Line) и два меча для спортивных поединков: одноручный и полутораручный «боевой». Одна из моделей, типа Ха, названа фирмой в честь Эварта Оукшотта — The Oakeshott. В линейке Museum Line производятся точные копии различных исторических мечей, из них к романским относятся четыре модели: реплика меча из датского замка Соборг (тип XI Оукшотта), туринского меча святого Маврикия (тип XII), меча, найденного в стокгольмском квартале Тритония (тип XIIIb) и меча, хранящегося в музее Клинков Золингена (тип XIV). У Arms & Armor как минимум две модели относятся к романским мечам, у Lutel около семи, у Museum Replicas не меньше двух.
Помимо компаний, выпускающих копии мечей промышленными методами, небольшой процент реплик изготавливают также некоторые кузнецы. Такие образцы отличаются, как правило, более высоким качеством. Отличной репутацией пользуются, например, изделия шведского кузнеца Петера Йонсена, сотрудничающего с фирмой Albion, для которой он разрабатывает дизайн их моделей.
Романские мечи иногда служат источником вдохновения для создания мечей киногероев. Например, меч отрицательного персонажа Каргана из известного фильма «Горец» восходит формой клинка к мечам типа XIIa и XIIIa Оукшотта. К типу XIIIa принадлежит и меч всадника без головы из фильма «Сонная лощина».
Конструкция романских мечей учитывалась и при создании мечей для кинотрилогии Питера Джексона «Властелин колец». Профиль клинка меча Нарсил/Андурил соответствует типу XIIa, но имеет при этом нетипичное для этого типа сечение, более точно к этому же типу относится меч предводителя наёмников, меч Боромира принадлежит в целом к типу XIV, меч Эовин — к типу Х. Дизайн всех мечей разрабатывался фирмой Weta Workshop в сотрудничестве с художником-постановщиком фильма Джоном Хау и кузнецом Питером Лайоном.
Более точные в историческом отношении мечи можно встретить в некоторых фильмах, действие которых происходит в средние века. Например, для главного героя фильма «Арн: Рыцарь-тамплиер» Петером Йонсеном и фирмой Albion Swords был разработан «меч крестоносца», украшенный изображениями крестов на клинке и навершии, с надписью лат. In Hoc Signo Vinces — Под этим знаком ты победишь. Образцом послужил венский меч святого Маврикия, тогда как кресты на клинке напоминают те, что нанесены на другом мече с таким же именем — туринском. Меч главного героя фильма Ридли Скотта «Царство небесное» сделан в стиле мечей типа XII Оукшотта, правда, при этом он несколько крупнее, чем это положено для данного типа.
Копии многих таких «киномечей», в том числе практически все перечисленные выше, впоследствии поступают в продажу на рынок сувениров.